# هذا المساء (مسلسل)
هذا المساء مسلسل تلفزيوني مصري تم انتاجه عام 2017 من بطولة إياد نصار وأحمد داود ومحمد فراج وحنان مطاوع وأروى جودة ومن إخراج تامر محسن، وتم عرضه في رمضان 2017، وعرض لاحقاً على شبكة نتفليكس.

## القصة
يرصد المسلسل سلسلة من العلاقات المتشابكة التي تجرى بين طبقات اجتماعية مختلفة، بدء من أكرم الذي يعمل مديرًا تنفيذيًا لواحدة من الشركات الكبرى، وزوجته التي تعاني معه من حالة فتور عاطفي، وسمير الذي يعمل سائقًا لديهما والذي يقاسي هو الآخر صراعاته الخاصة في المنطقة التي يعيش فيها، أو شريكه سوني الذي يتلصص على هواتف السيدات.

## طاقم العمل
| - إياد نصار - أحمد داود - محمد فراج - حنان مطاوع - أروى جودة | - أسماء أبو اليزيد - خالد أنور - تامر فرج - هدى المفتي - مجدي السباعي |

## وصلات خارجية
- هذا المساء (مسلسل) على موقع قاعدة بيانات الأفلام العربية
- هذا المساء (مسلسل) في قاعدة بيانات الأفلام العربية